# Таймер 555
Таймер 555 е интегрална схема намираща приложение като таймер, генератор на импулси и на времезакъснения. Има и версии с два (556) и с четири (558) таймера в един корпус.
Пусната в производство през 1972 г. от фирмата Signetics, все още е изключително популярна за професионални и промишлени приложения поради ниската си цена, лесна употреба и стабилност. В наши дни се произвежда от много други производители, както по биполярна технология, така и по по-енергоефективната CMOS технология. По някои оценки към 2003 са произвеждани над 1 милиард екземпляра от нея годишно, и се смята че това е най-популярната интегрална схема произвеждана някога.

## Дизайн
В зависимост от производителя 555 се състои от 25 транзистора, 2 диода и 15 резистора на силицева подложка в 8-изводен корпус DIP-8. Има вариант 556, представляващ два таймера 555 в един корпус DIP-14 и 558/559 интегриращи 4 таймера 555 с орязана функционалност в корпус DIP-16.
Интегралните схеми означени с префикс NE са с работни температури от 0 °C до +70 °C, а с префикс SE са за военни приложения с гарантирана работна температура от −55 °C до +125 °C. Предлагат се в разлкични корпуси: по-надеждните метални (тип T) и по-евтините пластмасови (тип V). Така пълните производствени означения са: NE555V, NE555T, SE555V и SE555T.
Маломощните CMOS версии включват Intersil ICM7555 и Texas Instruments LMC555, TLC555, TLC551. CMOS таймерите консумират много по-малко енергия сравнено с биполярните версии, те, също така, са много по-малко чувствителни на шум от захранването, като тези шум и вариации могат да повлияят на работата на схемата. Справочника на ICM7555, например, казва, че не се изисква „контролен“ кондензатор, а в много случаи дори не е необходим „развързващ“ кондензатор на захранващия извод, целящи да намалят шума и вариациите в захранващото напрежение на интегралната схема.